# 군추정
군추정(郡中町)은 에히메현 이요군에 설치된 정이다. 